# Gunnar Osvald
Gunnar Osvald, född 9 januari 1901 i Sankt Peders socken, död 9 juli 1984 i Onsala församling, var en svensk sjökapten och företagsledare.
Gunnar Osvald var son till sjökaptenen Karl Olsson samt bror till Hugo Osvald, Ingrid Osvald och Karin Kihlman. Efter realskoleexamen i Göteborg 1916, var han sjöman 1916–1919, avlade styrmansexamen 1920 och sjökaptensexamen 1921, varefter han tjänstgjorde som styrman i nordsjö- och atlantfart 1922–1930 och som befälhavare på M/T Gustaf E Reuter 1931–1934. 1934–1944 var han VD för Sveriges Fartygsbefälsförening och samtidigt redaktör för Nautisk tidskrift, och 1940–1942 var han sektionschef och chef för trafikkommissionens avdelning rörande inrikes sjöfarten och hamnarna. Åren 1944–1947 var han hamndirektör i Göteborg, och från 1947 var han verkställande direktör i Koppartrans oljeaktiebolag. Osvald innehade ett stort antal förtroende- och sakkunniguppdrag inom sjöfartens område. Bland annat var han styrelseledamot i Sjökarteverket 1935–1946, ledamot av direktionen för Stockholms sjömanshus 1934–1944 (varav 1937–1944 som vice ordförande) och för Stockholms navigationsskola 1935–1944 samt styrelseledamot i Sveriges allmänna sjöfartsförening 1936–1945 och Ångfartygsbefälhavaresällskapet 1935–1944. Han var regeringens expert vid Internationella arbetsbyråns sjöfartskonferens i Genève 1936 samt vid dess allmänna konferens i Philadelphia 1944. Osvald var sakkunnig i utredningar rörande bland annat sjöarbetstid, ledamot av 1939 års sjöfartsskyddsutredning och av 1941 års isbrytarutredning samt tillhörde 1943 års navigationsskolesakkunniga. 1937–1947 var han ledamot av isbrytarnämnden. Osvald var 1939–1945 ordförande i Nordisk fartygsbefälskongress. Han bidrog verksamt till uppbyggandet av Daco där han var andre ordförande 1937 och ordförande 1938–1944.